# Takeshi Takeoka
Takeshi Takeoka (jap. 武岡毅 Takeoka Takeshi; ur. 5 czerwca 1999) – japoński judoka. 
Złoty medalista mistrzostw świata w 2025 i srebrny w 2024. Wicemistrz świata juniorów w 2019. Trzeci na mistrzostwach kraju w 2021 i 2025 roku.